# Tristach
Tristach es una localidad del distrito de Lienz, en el estado de Tirol, Austria, con una población estimada a principio del año 2018 de 1437 habitantes. 
Se encuentra ubicada al sureste del estado, en la región de Tirol Oriental, al sureste de la ciudad de Innsbruck —la capital del estado— y cerca de la frontera con Italia y los estados de Carintia y Salzburgo.